# مكتبة كورفينيانا

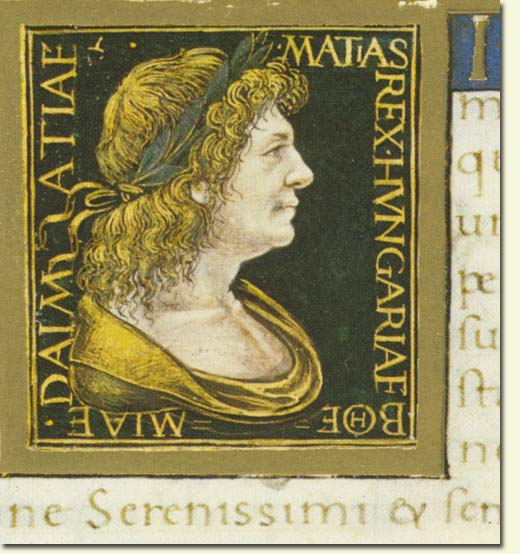
طبعة الملك ماتياس

مكتبة كورفينا أو مكتبة كورفينا الملكية كانت واحدة من أشهر مكتبات خلال عصر النهضة، كان مقرها في قلعة بودا، وقد أسسها ماتياس كورفينوس ملك المجر (1458–1490)، بعد هزيمة المجر على يد العثمانيين في معركة موهاج عام 1526، نُقلت معظم الكتب إلى إسطنبول.

## التاريخ
بدأ ماتياس أحد أقوى حكام عصره بجمع الكتب حوالي عام 1460، وعند وفاته عام 1490 كانت المكتبة تضم حوالي 3000 مخطوطة أو "كورفينا"، والتي تضمنت حوالي أربعة إلى خمسة آلاف عمل مختلف، كثير منها من مؤلفات المؤلفين الكلاسيكيين الإغريق واللاتينيين، وقد مثّلت هذه الأعمال الإنتاج الأدبي وعكست حالة المعرفة والفنون في عصر النهضة، وشملت أعمالًا في الفلسفة، واللاهوت، والتاريخ، والقانون، والأدب، والجغرافيا، والعلوم الطبيعية، والطب، والعمارة، وغيرها الكثير، نُقلت معظم المخطوطات إلى إسطنبول بعد الفتح العثماني للمجر في القرن السادس عشرـ لم ينجُ سوى حوالي 216 مخطوطة كورفينا، وهي محفوظة اليوم في موزعة بمكاتب في المجر وأوروبا.
شمال جبال الألب كانت مكتبة ماتياس الأكبر في أوروبا، ومحتواها الضخم لم يسبقها سوى مكتبة الفاتيكان في عموم أوروبا، حسب روايات معاصرة كانت أعظم مجموعة للكتابات العلمية في زمنها.، في عام 1489 كتب الفلورنسي بارتولوميو ديلا فونتي بأن الحاكم لورينزو دي ميديشي أسّس مكتبته الإغريقية-اللاتينية اقتداءً به.
حوالي ثلثي المجلدات الباقية لم تكن قد طُبعت قبل وفاة الملك، بعضُها احتوى على النسخة الوحيدة من تلك الأعمال: مثل كتاب قسطنطين الأرجواني حول عادات بلاط الإمبراطور البيزنطي، أو تاريخ الكنيسة لـ نيكيفوروس كاليستوس إكسانثوبولوس، وتُعرف أيضًا أن بعض أعمال كورفينا المفقودة والتي ضاع معها النسخ الوحيدة من الكتب القديمة بما في ذلك الأعمال الكاملة لـ هايبرايدس، وكتابات فلافيوس كريسكينيوس كوريبوس وبروكوبيوس، وكذلك أعمال المعاصر له كوسبينيانوس.
تعمل المكتبة سيشيني الوطنية في المجر على مشاريع لاستعادة مكتبة كورفينا رقميًا، وتم إدراج مقتنيات من مكتبة كورفينا ضمن سجل ذاكرة العالم التابع لـ اليونسكو عام 2005، اعترافًا بأهميتها التاريخية.

## معرض الصور

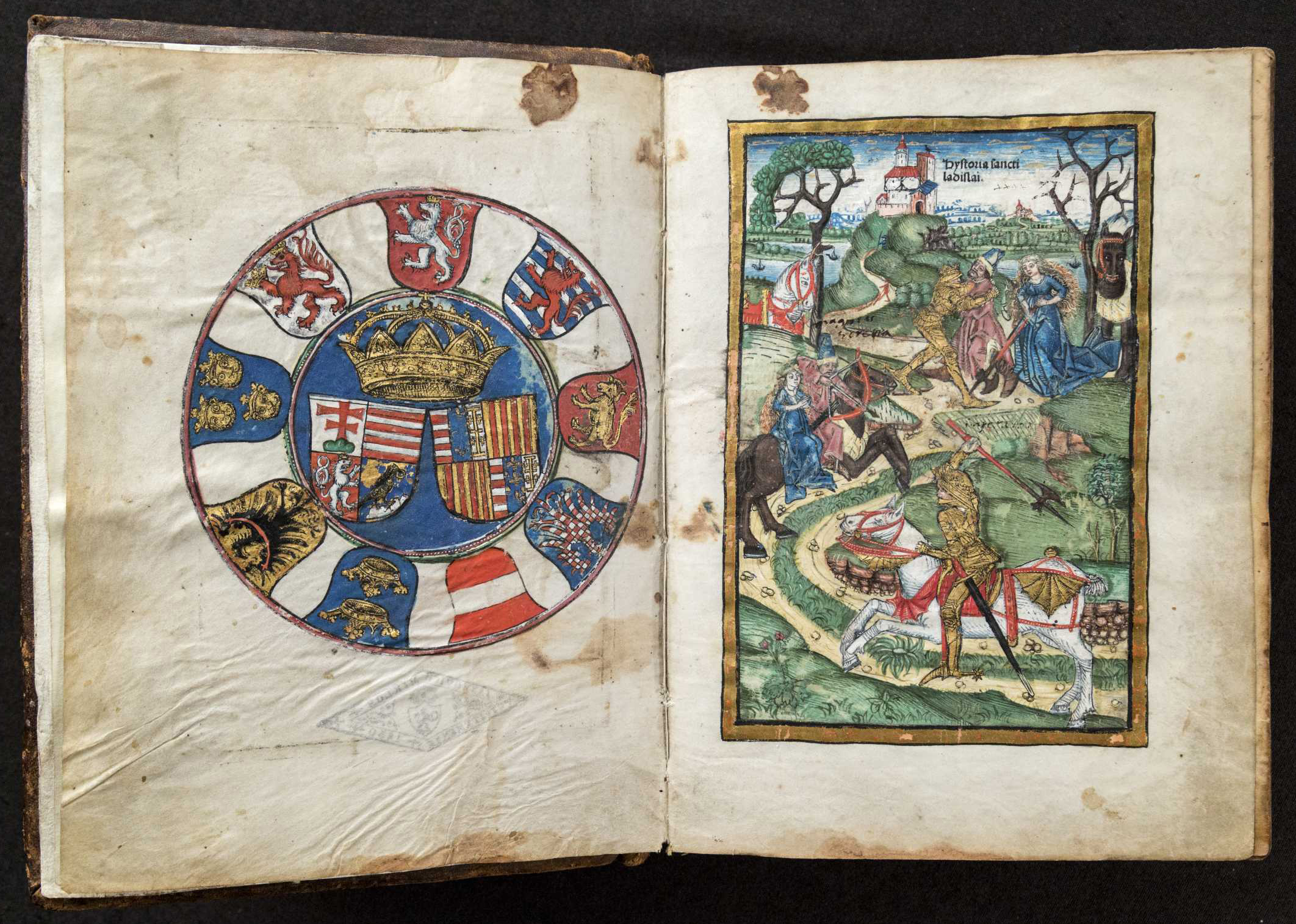
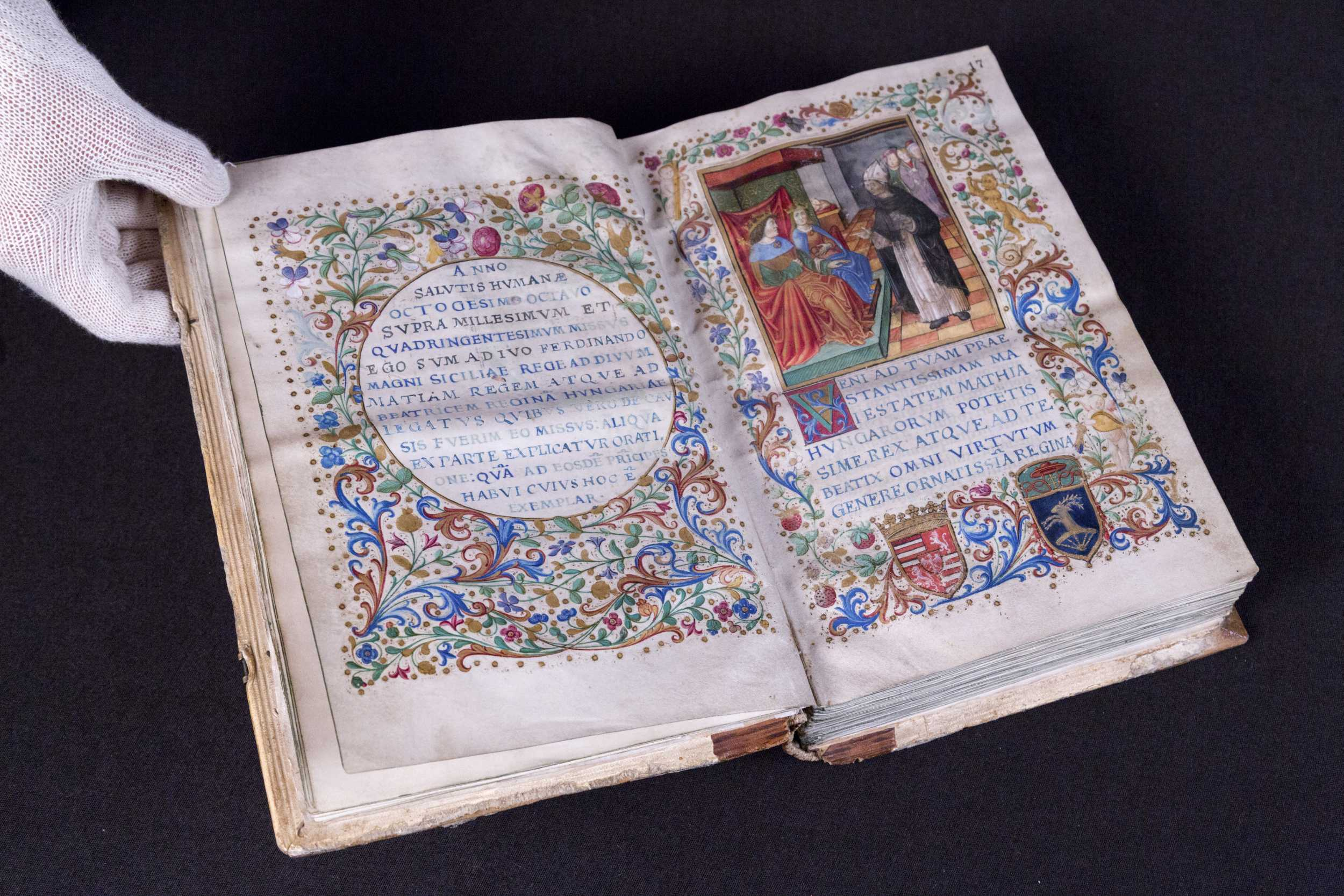
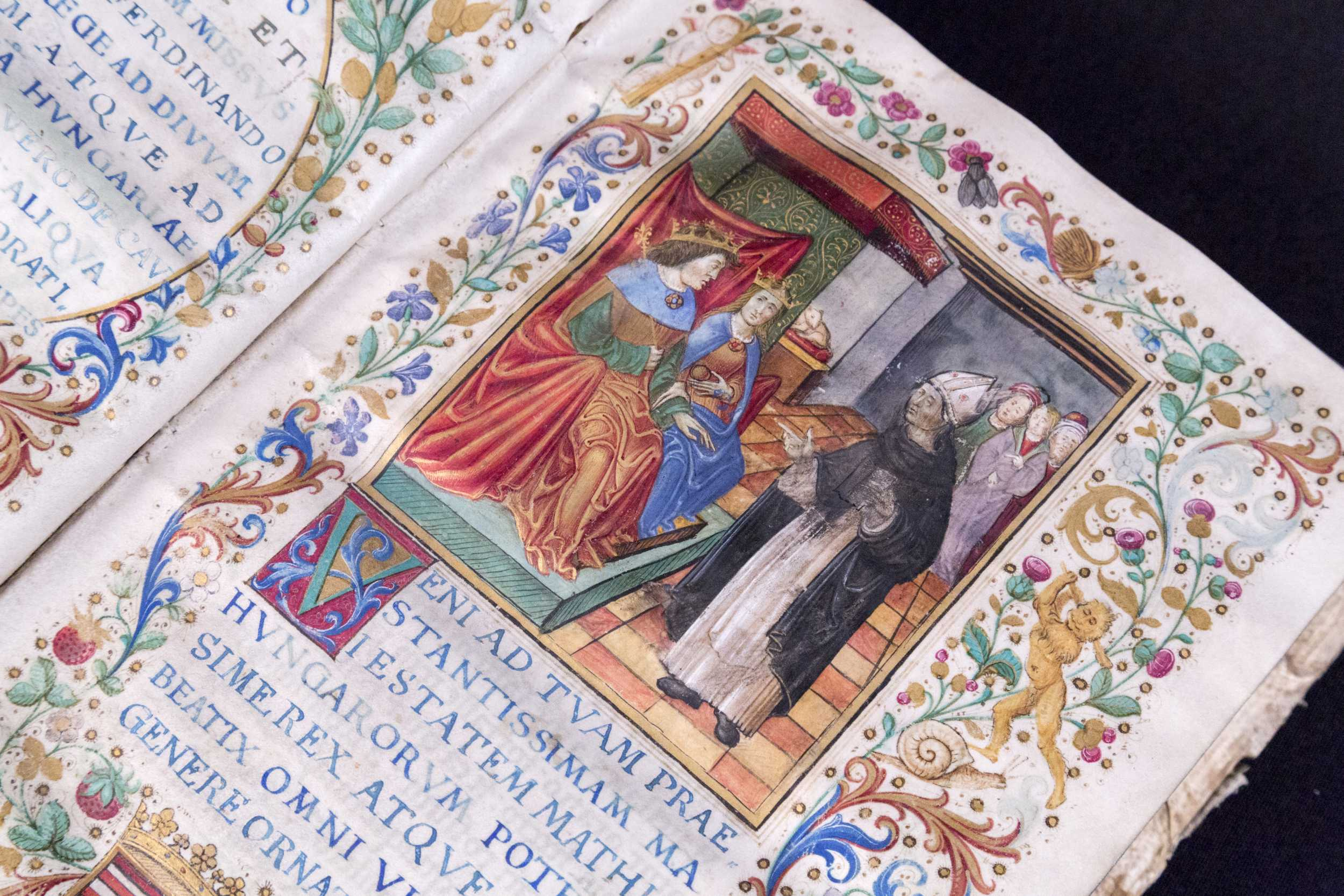
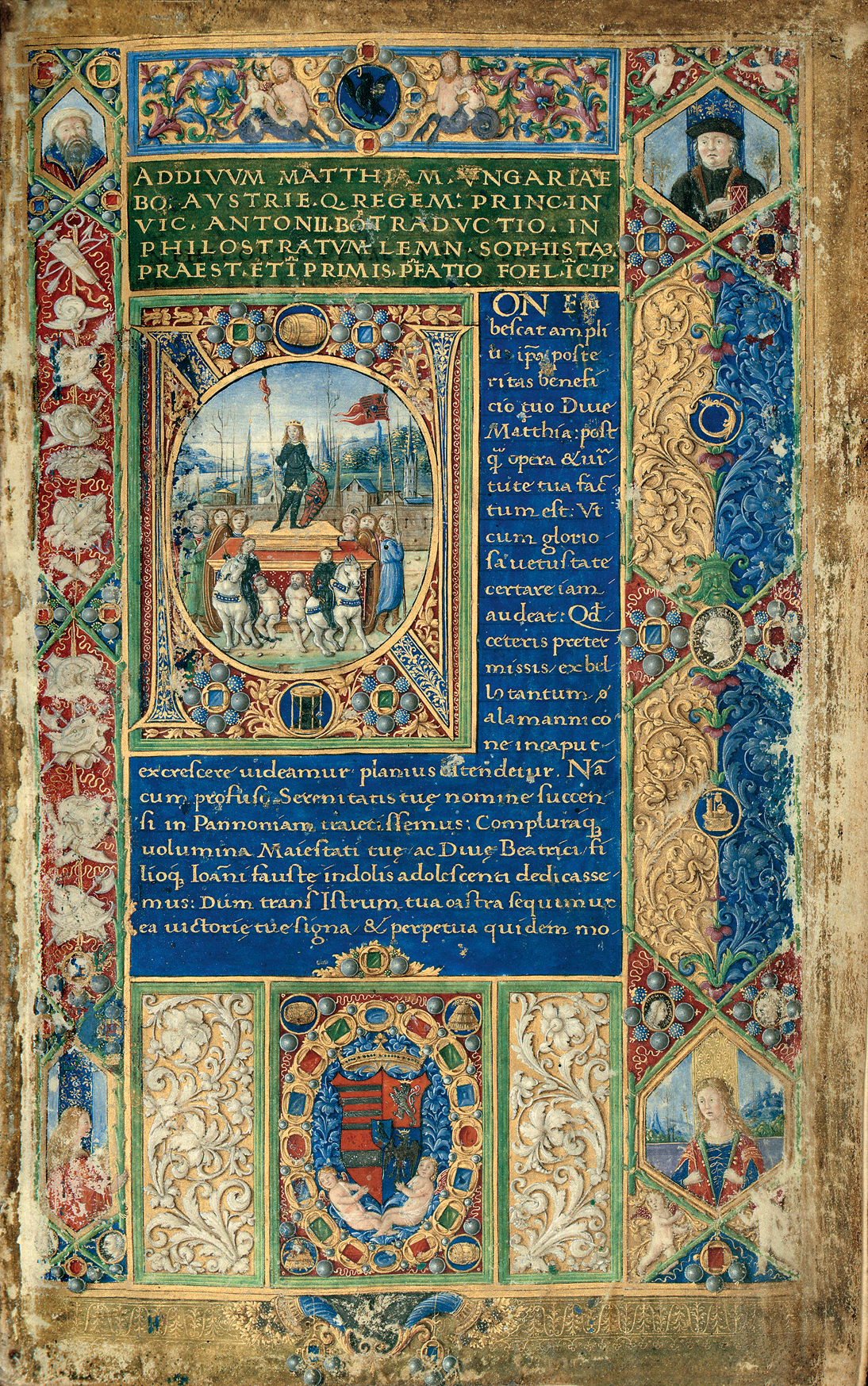